# Love Slayer
Love Slayer é uma canção do cantor norte-americano Joe Jonas, presente em seu primeiro álbum solo Fastlife (2011). A canção foi escrita por Jonas, Nathaniel Hills, Kevin Cossom e Marcella Araica, e produzida por Danja. Com um estilo dance-pop, a canção foi diretamente lançada como um single promocional nos clubes norte-americanos e teve resultados positivos, conseguindo entrar na parada Hot Dance Club Play da Billboard, onde alcançou a posição de número oito. A canção recebeu críticas mistas, alguns críticos comparou Joe a vários artistas pop como Enrique Iglesias e Taio Cruz, enquanto outros a denominaram "uma genérica faixa para os clubes".

## Precedentes
Quando o primeiro single do álbum See No More não obteve éxito esperado, a gravadora Hollywood Records, resolveu lançar a canção em clubes noturnos a canção "Love Slayer". Slayer é totalmente diferente do estilo R&B/Pop rock adotado em "See No More", e tem predominantemente um som mais dance e eletrônico, além de obter mais sintetizadores, o que fez com que a gravadora lançasse "Love Slayer" como um single promocional em 11 de agosto de 2011.

## Composição e letra
A canção foi escrita por Jonas, Nathaniel Hills, Kevin Cossom e Marcella Araica, e produzida por Danja. Na canção, Joe se apresenta como um cara que está vivendo sob o comando de uma garota na pista de dança. No refrão, ele canta como um "amor matador" é uma coisa boa, não importa o que seus amigos digam. Mesmo assim, ele se sente no controle da situação. Em entrevista a um jornal inglês, o cantor desmentiu que a letra "Love Slayer" seja sobre seu relacionamento com Taylor Swift.
| “ | "Não. Não é sobre ela. Quando eu escrevo músicas, não digo sobre quem é porque não quero que a audiência relacione à faixa com algo que esteja acontecendo ou que aconteceu em minha vida", disse ao Metro. | ” |

## Recepção da crítica
A crítica recebeu a canção com opiniões diversas. Amy Sciaretto escreveu para o site "Pop Crush" que "a canção encorpora um postura sexy, qualidades do cantor Enrique Iglesias, e que tem apenas um objetivo: mandar as pessoas para a pista de dança." Quem também analisou positivamente a canção, foi "Idolator" que escreveu que "a canção pretende dominar as paradas, com o seu refrão pegajoso e com suas batidas eletrônicas." Ashley Fetters escreveu para o Entertainment Weekly que "Joe mostra um lado mais malvado, o que é muito bom, nessa irresistível canção dançante que nos remete aos trabalhos de Taio Cruz." A crítica Allison Stewart do Washington Post descreveu a canção como "uma ousada canção tipicamente do rapper Pitbull que não convence." Emily Exton do "Pop Dust" também não foi positiva com a canção, descrevendo-a como "uma genérica canção feita para os clubes, com uma letra sem nexo."

## Desempenho nas paradas
"Love Slayer" debutou na parada Hot Dance Club Play da Billboard na posição 25. Até agora, a canção já alcançou a posição de número oito e ficou por oito semanas na parada.

## Performances ao vivo
Joe cantou a canção no programa Late Show with David Letterman no dia 22 de agosto. Além dos singles "See No More", "Just in Love" e das inéditas "Fast Life", "I'm Sorry" e "Kleptomaniac".

## Versões & Remixes
Muitos remixes foram produzidos para ajudar que a faixa tocasse nos clubes. O remix do Jump Smokers foi um dos remixes mais famosos nas pistas de dança nos Estados Unidos. O site "Cambio.com" está realizando uma promoção na qual os fãs dele tem que fazer remixes para a faixa. O vencedor ganha um prêmio de 2.500 dólares e o remix pode aparecer no Cambio e ter a possibilidade de integrar o álbum de Joe.

### Lista dos remixes
1. Love Slayer (Jump Smokers Extended Mix)
2. Love Slayer (Jump Smokers Radio Edit)
3. Love Slayer (Ralphi Rosario Club Mix)
4. Love Slayer (Static Revenger Extended Mix)
5. Love Slayer (Static Revenger Radio Edit)
6. Love Slayer (Static Revenger Instrumental)

## Paradas musicais
| Paradas (2011)                                   | Melhor posição |
| ------------------------------------------------ | -------------- |
| Estados Unidos - (Billboard Hot Dance Club Play) | 8              |